# بين كولينز (لاعب كرة قدم أمريكية)
بين كولينز (بالإنجليزية: Ben Collins)‏ هو لاعب كرة قدم أمريكية أمريكي، ولد في 1921، وتوفي في 20 نوفمبر 2014 في إل باسو في الولايات المتحدة.